# Piotr Olszewski
Piotr Olszewski (Varsovia, 25 de abril de 1973) es un deportista polaco que compitió en piragüismo en la modalidad de aguas tranquilas. Ganó una medalla de plata en el Campeonato Europeo de Piragüismo de 1997, en la prueba de K4 500 m.

## Palmarés internacional
| Campeonato Europeo | Campeonato Europeo | Campeonato Europeo | Campeonato Europeo |
| Año                | Lugar              | Medalla            | Competición        |
| ------------------ | ------------------ | ------------------ | ------------------ |
| 1997               | Plovdiv (Bulgaria) | Medalla de plata   | K4 500 m           |